# Place Denfert-Rochereau
Die Place Denfert-Rochereau, vormals Place d'Enfer, ist ein Platz im Pariser Stadtviertel Montparnasse, im 14. Arrondissement.

## Lage
Der Platz ist am Rand mit Bäumen bepflanzt und von drei kleinen Parks umgeben. Er ist sowohl für den Straßen- als auch für den Schienenverkehr ein wichtiger Verkehrsknotenpunkt, den die von der RATP betriebenen Buslinien  38, 68, 88, N14 und Orlybus bedienen. Unter dem Platz liegt die Umsteigestation Denfert-Rochereau mit Haltestellen der Metrolinien  und  und der RER   und .
Der den südlichen Teil der Place Denfert-Rochereau querende, zur Avenue du Général-Leclerc führende Straßenabschnitt trägt seit 2004 den Namen Avenue du Colonel-Rol-Tanguy zu Ehren des Chefs der Widerstandsorganisation Francs-tireurs et partisans Henri Tanguy (Deckname Rol) dessen Kommandozentrale sich im Zweiten Weltkrieg in den teilweise unter dem Platz gelegenen Steinbrüchen befand.
An dieser kurzen Avenue stehen sich zwei in den 1780er Jahren von Claude-Nicolas Ledoux entworfene Zollhäuser der früheren Mauer der Generalpächter (französisch Mur des Fermiers généraux) gegenüber, an deren östliches sich das Eingangsgebäude der Katakomben von Paris anschließt. Sie flankierten seinerzeit die nach der nahe gelegenen Rue d'Enfer (heute Avenue Denfert-Rochereau) benannte Zollschranke Barrière d'enfer und beherbergten die Schreibstuben der für die Einnahme des Stadtzolls zuständigen Torschreiber (siehe: Akzise).(*)

## Ursprungsnamen

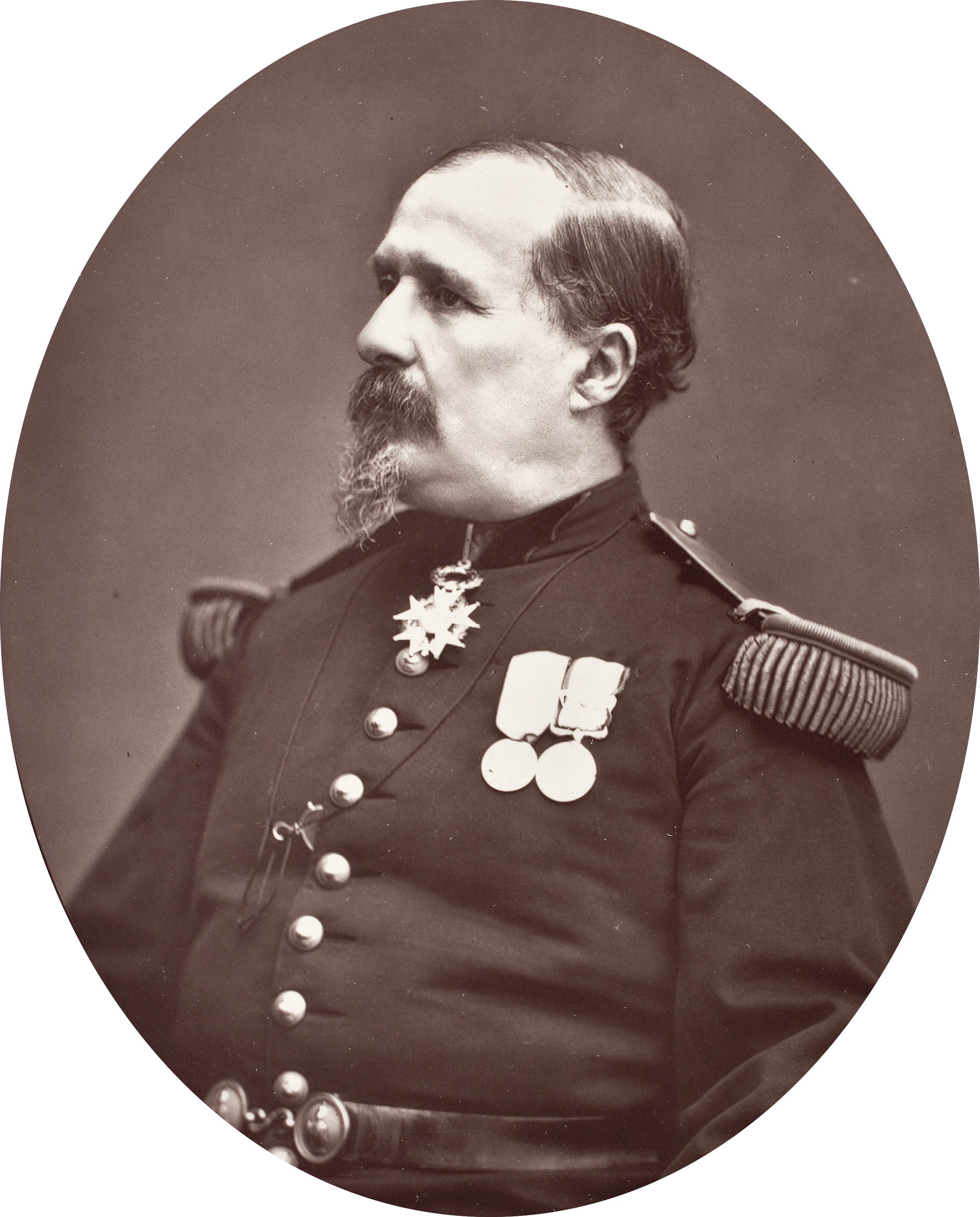
Pierre Philippe Denfert-Rochereau

Er ist seit 1879 nach Pierre Philippe Denfert-Rochereau benannt, der im Deutsch-Französischen Krieg 1870/71 die Festung Belfort erfolgreich gegen die angreifenden Preußen verteidigte.

## Geschichte
Dieser Platz verdankt seine Öffnung als Teil der Boulevards du Midi dem Patentschreiben vom 9. August 1760 für den Teil, der sich innerhalb der ehemaligen Mauer der Generalpächter befand (nordöstlicher Teil des Platzes), und der Anordnung des Bureau des Finances vom 16. Januar 1789 für den Teil, der sich außerhalb der ehemaligen Zollmauer befand (südwestlicher Teil des Platzes). Dieser Übergang an der (Stadt-)Zollmauer, die nach oder aus Paris führte, wurden von der Bevölkerung «Barrière d'Enfer» (deutsch Höllenschranke) genannt.
1774 folgten mehrere Erdrutsche aufeinander, da vergessene unterirdische Pariser Steinbrüche einbrachen, und Straßen und Gebäude verschütteten.
Nach dem Abbruch der Mauer der Generalpächter durch Haussmann wurde der im Süden der heutigen Boulevards Saint-Jacques und Raspail gelegene, zuvor zum Gemeindegebiet von Montrouge gehörende Teil des Platzes dem Stadtgebiet von Paris zugeschlagen.
In der Mitte des Platzes stehen noch immer die beiden von Claude-Nicolas Ledoux entworfenen Gebäude, die dieses Tor in der Mauer der Fermiers généraux bilden, die für die Erhebung der Steuern und die Begrenzung des ehemaligen Territoriums der Stadt Paris zuständig war. Der Teil des Platzes zwischen den beiden Gebäuden wurde 2004 anlässlich des sechzigsten Jahrestags der Befreiung von Paris in Avenue du Colonel-Henri-Rol-Tanguy umbenannt. Die dort befindlichen Katakomben waren in der Tat eine Kommandozentrale des Pariser Widerstands vor und während der Befreiung von Paris, wobei Rol-Tanguy einer der Führer der Aufstandsbewegung war.
Die heutige Station der RER befindet sich im ehemaligen Bahnhof der Ligne de Sceaux, dem ältesten, erhaltenen Bahnhof von Paris.

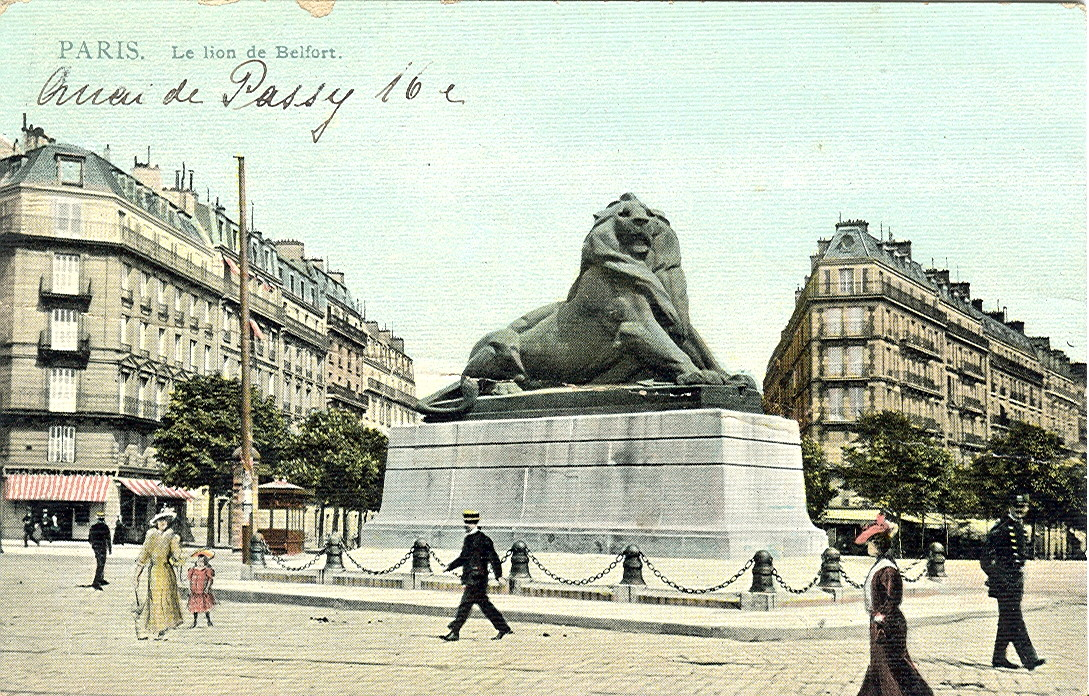
Platz Denfert-Rochereau und der Lion de Belfort vor 1909
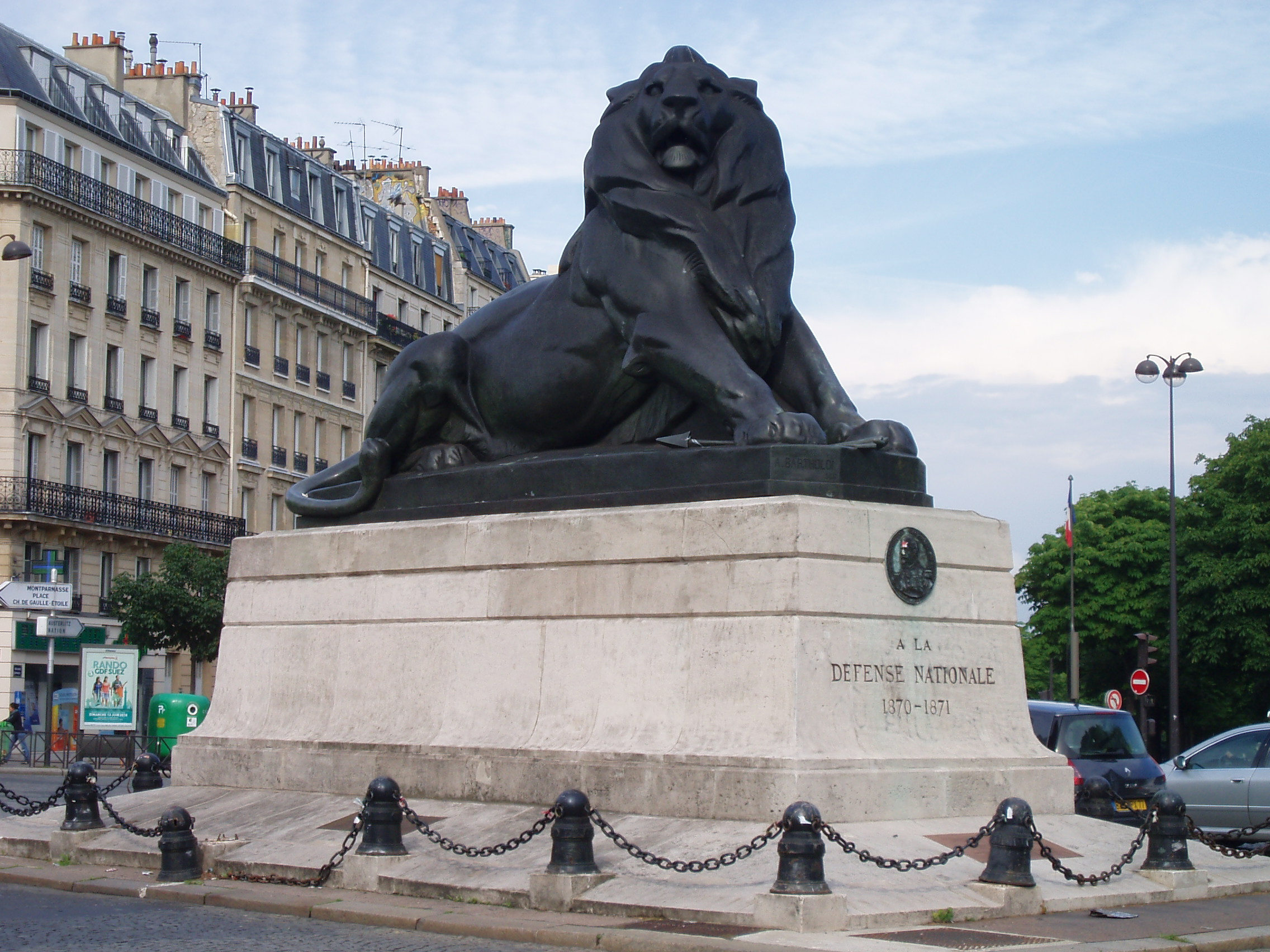
Lion de Belfort 2010.
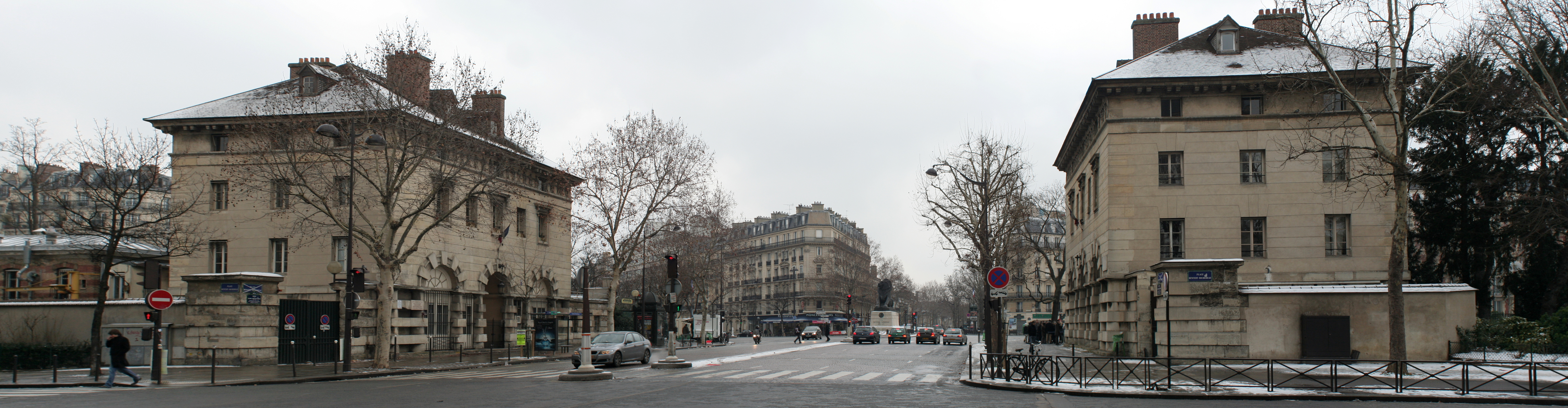
Die zwei Pavillons von Claude-Nicolas Ledoux, die die Barrière d'Enfer nachbilden (Monument historique)

## Sehenswürdigkeiten
- In der Mitte des Platzes steht auf einem hohen Sockel eine Kopie des Löwen von Belfort (Original 1875/80 von Frédéric Auguste Bartholdi in Belfort).[5]
- Einer der unter Denkmalschutz stehenden Metroeingänge (um 1900 von Hector Guimard im Jugendstil erbaut).[5]
- Im Südosten der nahe der Avenue René-Coty gelegene Bahnhof Gare de Denfert-Rochereau. Das ursprünglich wegen seiner Funktion als Kopfbahnhof der Eisenbahnstrecke Ligne de Sceaux genannte Gebäude wurde 1846 eröffnet und ist das älteste in Paris bestehende Bahnhofsgebäude. Heute dient es der RER-Station Denfert-Rochereau als Haupteingang.
- Der Eingang zu den Katakomben befindet sich auf der Seite mit ungeraden Hausnummern bei der Nr. 1, Avenue du Colonel-Henri-Rol-Tanguy neben dem Gebäude Nr. 3, in dem bis 2017 die Inspection générale des carrières untergebracht war.
- Bei den beiden denkmalgeschützten Gebäuden Nr. 3 und 4 handelt es sich um die Pavillons des ehemaligen Barrière d'Enfer, die vom Architekten Claude-Nicolas Ledoux entworfen wurden und unter Denkmalschutz stehen. Dieser letzte Teil des Platzes hatte die Place de la Barrière-d'Enfer, einen Teil der Boulevards d'Enfer und Saint-Jacques und einen Teil der Boulevards von Montrouge und Arcueil umfasst.
- Der Platz ist mit Bäumen bepflanzt und hat drei Grünanlagen: Square de l'Abbé-Migne, Square Jacques-Antoine und Square Claude-Nicolas-Ledoux.

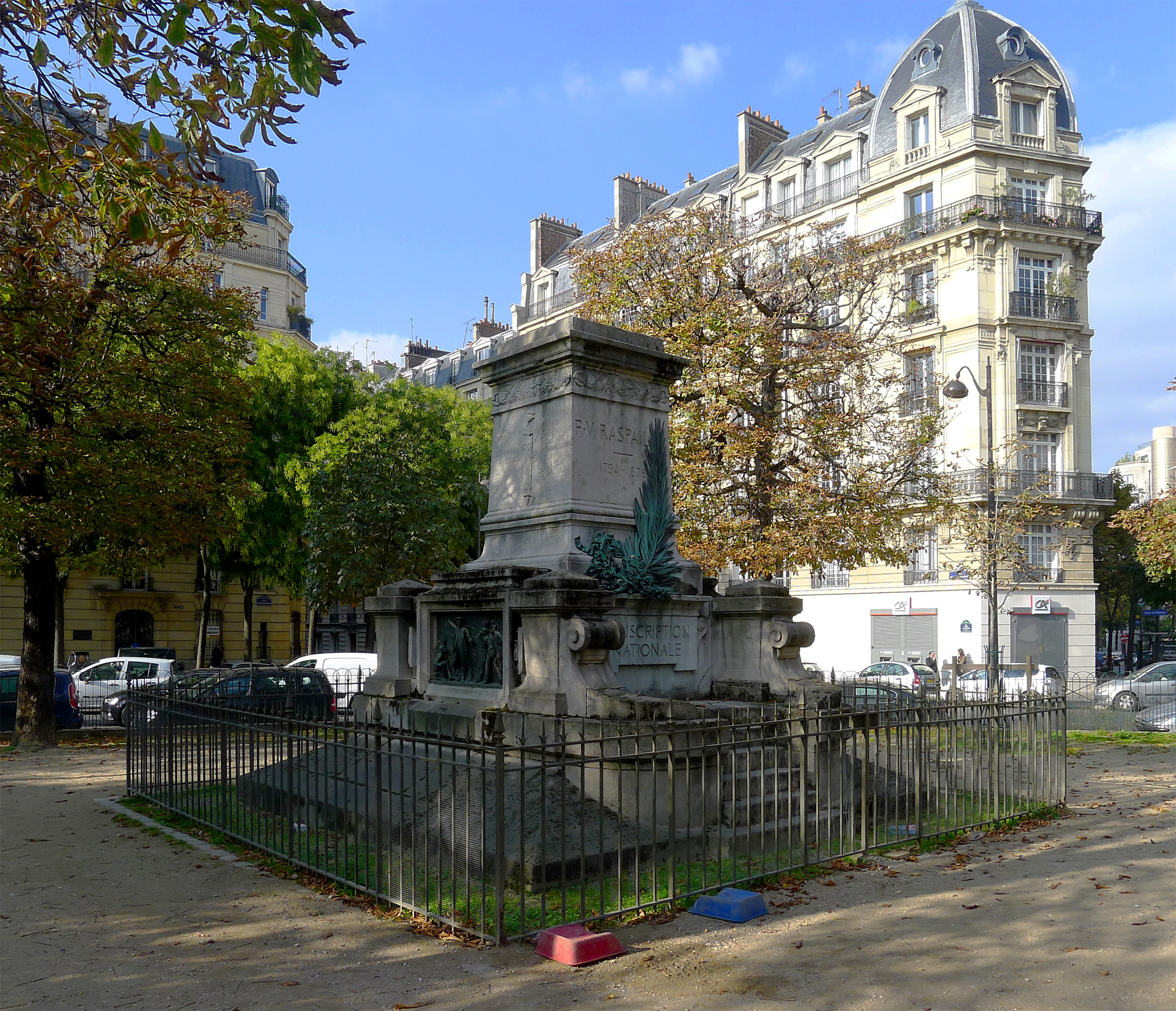
Monument à Raspail, auf dem Square Jacques-Antoine
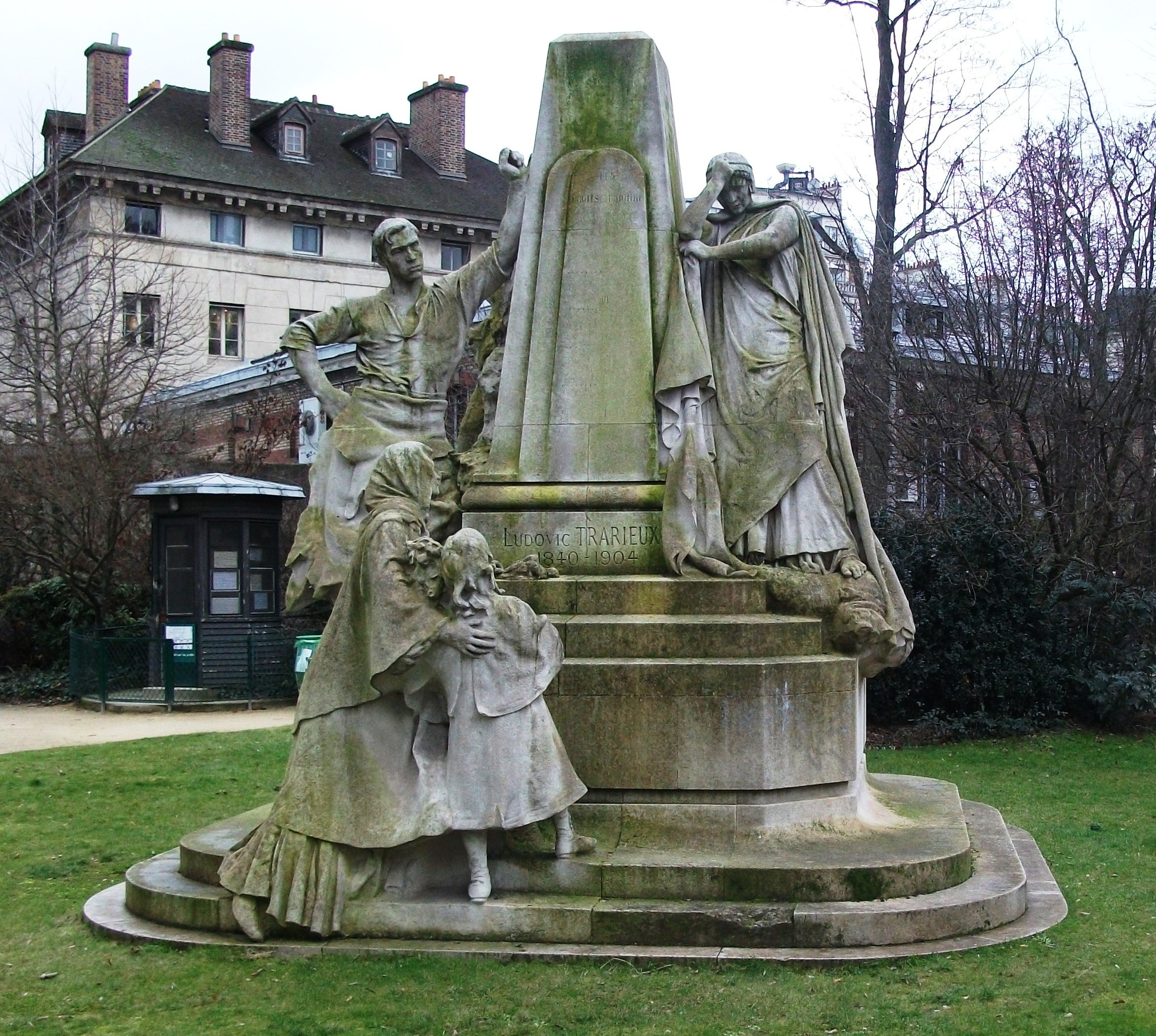
Monument Ludovic Trarieux, vom Bildhauer Jean Boucher, auf dem Square Claude-Nicolas-Ledoux
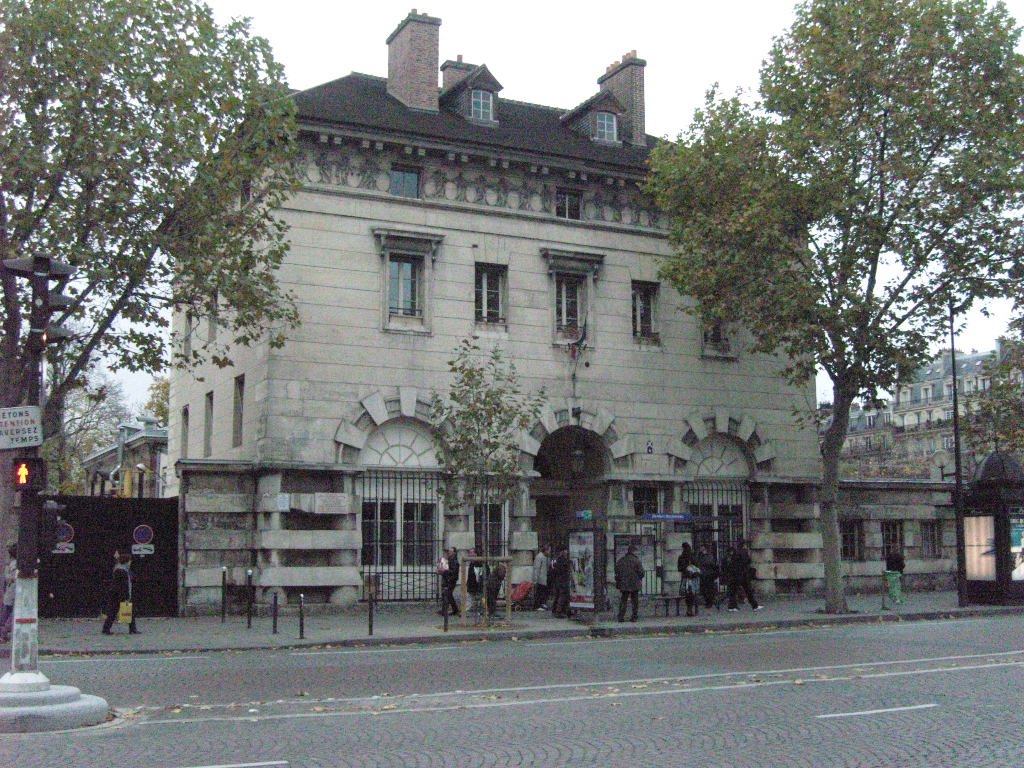
Pavillon der Barrière d’Enfer
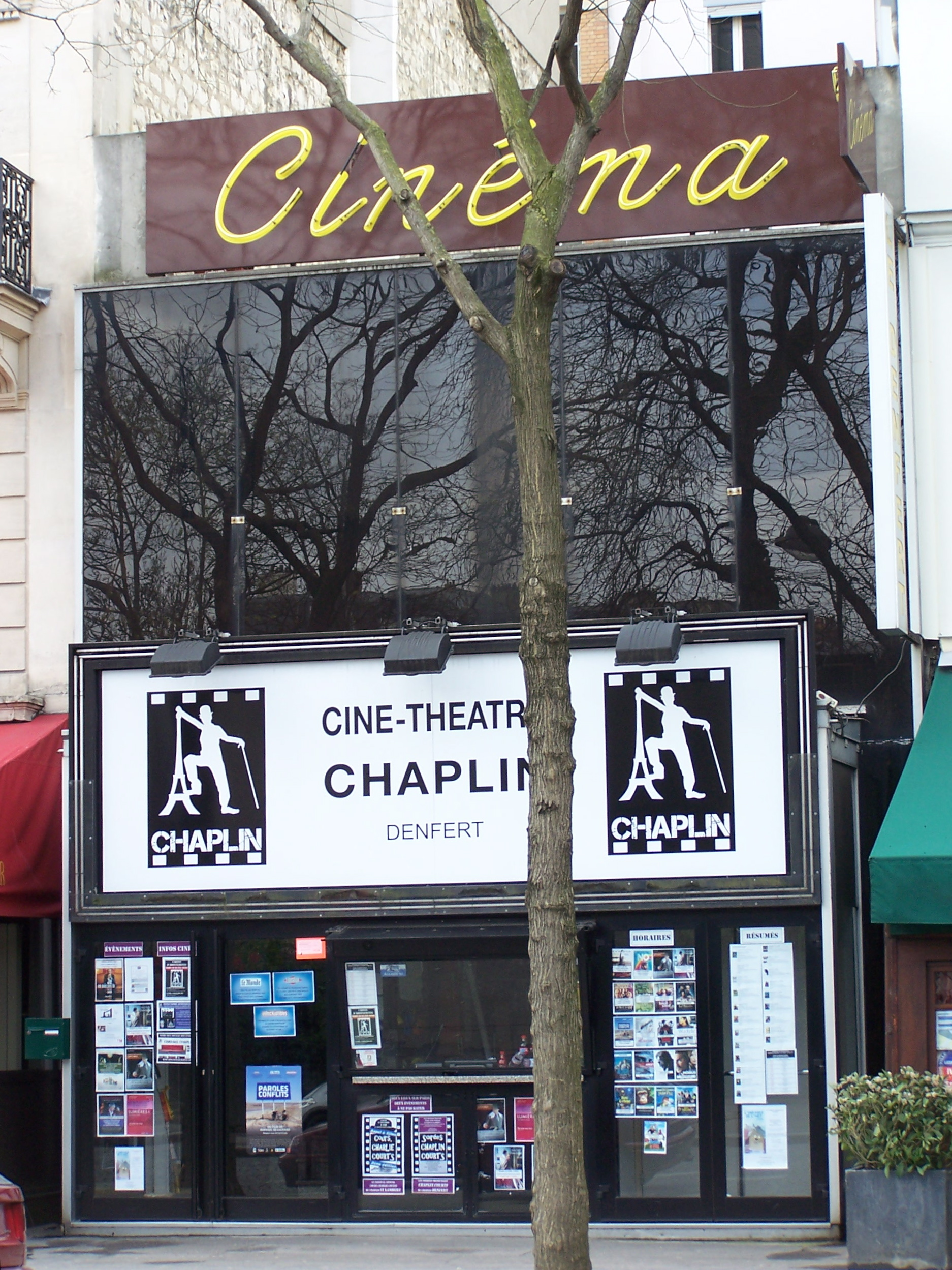
Das Kino Chaplin-Denfert

## Veranstaltungen
- Der Platz ist heute häufig Start- oder Zielpunkt von Demonstrationszügen.
- Hier werden Konzerte veranstaltet: Fête de la Musique.

## Umgebung
In der Nähe des Platzes liegen u. a. der Friedhof Montparnasse, das Pariser Observatorium und die Fondation Cartier.

## Literarische Erwähnung
- Die Barrière d'enfer wird in Victor Hugos Roman Les Misérables beschrieben und bildet den Schauplatz des dritten Bildes in Puccinis Oper La Bohème.
- Stanislas Kraland: Paris : Les lieux secrets de l'Occupation. Frankreich 2016, 65 Min (deutsche Fassung des ZDF von 2018 – auch online, unter dem Titel Paris unterm Hakenkreuz – Terror, Widerstand, Befreiung. Das letzte Filmdrittel zeigt historische Aufnahmen der Befehlszentrale von 1944)
- Hier spielt die erste Szene im dritten Akt von Puccinis Oper La Bohème.